# 鳥玄斎栄松
鳥玄斎 栄松（ちょうげんさい えいしょう、生没年不詳）とは、江戸時代の浮世絵師。

## 来歴
鳥文斎栄之の門人。俗名不明、鳥玄斎と号す。作画期は文化の頃、肉筆画を残したとされる。『増訂浮世絵』によれば、「遊女の座して虫籠に見とれているのを写した」作があったというが、この絵については現在消息不明である。